# Careless Whisper
Careless Whisper è un brano di successo del 1984 del cantante britannico George Michael che ha raggiunto i primi posti nelle classifiche di tutto il mondo. Si tratta del primo singolo realizzato come cantante solista ma la canzone venne inclusa nell'album Make It Big degli Wham!
Questa canzone venne presentata come singolo del solo George Michael, anche se, a differenza di tutti gli altri singoli degli Wham! (precedenti e successivi), era stata scritta insieme ad Andrew Ridgeley, l'altra metà del gruppo. I due l'avevano scritta insieme tre anni prima, quando George lavorava come usciere in un cinema a Watford, in Inghilterra. 
Il celebre assolo di sax fu suonato da Steve Gregory dopo una selezione di diversi altri sassofonisti. Per questa canzone, George Michael voleva un suono particolare e per questo motivo, prima di Steve Gregory, furono dieci i musicisti che provarono il giro di sax senza convincere l'artista. Steve Gregory capì subito che quell'assolo non era poi così semplice nella chiave in cui era scritta e il suo Selmer Mark VI tenor non aveva una chiave di Fa Diesis maggiore, così l'ingegnere del suono rallentò il nastro in modo che Steve potesse registrare un semitono più in basso. Una volta che il nastro fu riportata alla velocità normale, si creò casualmente un suono innaturale del sassofono che suonava un po' come un contralto alla Paul Desmond, perdendo però un po' di profondità nel suono. George Michael ascoltandolo, appena arrivato allo studio, disse: "Eccolo, è l'assolo di sax che volevo". La canzone divenne una hit mondiale e poi un classico grazie anche a quell'assolo di sassofono, uno dei più famosi e caratteristici della storia della Musica Pop.

## Risultati discografici
La canzone, uscita nel luglio del 1984 ebbe subito grandissimi riscontri discografici in patria entrando nella classifica dei singoli inglesi (UK Singles Chart) al 12º posto ad appena dieci giorni dalla sua uscita. Dopo due settimane, era al primo, ponendo così termine alla permanenza di Two Tribes dei Frankie Goes to Hollywood, che durava da nove settimane. Rimase al primo posto per tre settimane, portandosi in seguito in vetta alle classifiche in altre 17 nazioni, inclusa la Billboard Hot 100 statunitense, dove guardò tutti dal gradino più alto per tre settimane dal 16 febbraio all'8 marzo 1985, sebbene qui (dove il duo fu conosciuto nel suo primo periodo come Wham! UK, per distinguersi da una band americana omonima), il singolo venne accreditato agli Wham!, con la partecipazione di George Michael.
La "conquista" degli Stati Uniti fu la totale consacrazione a livello mondiale sia per la canzone, tra l'altro arrivata in vetta anche alla classifica dei single annuali della Billboard Hot 100, che per lo stesso George Michael, all'epoca famoso soltanto in patria a mo' di classico cantante portavoce della generazione ribelle e trasgressiva tipica degli anni ottanta. Non di scarsa importanza fu la conquista della primissima posizione in altri stati all'avanguardia come il Canada (due settimane), il Giappone (quattro settimane), l'Australia (quattro settimane) e la stessa Italia (tre settimane). Risultato che ha consentito alla canzone di vendere oltre nove milioni di copie diventando così il 70º pezzo più famoso della storia delle chart mondiali.
George era in quei tempi ancora molto legato agli Wham! e presto ritornò al Numero Uno con il duo, con la canzone Freedom, prima di terminare l'anno al top come elemento della Band Aid, il che significa che, nel 1984, l'artista fu in cima alle classifiche britanniche come parte di tre distinte entità: parte di un duo, artista solista e parte di un progetto di beneficenza.
Gli Wham! si divisero nel 1986, due mesi dopo che George aveva pubblicato il suo secondo singolo da solista, intitolato A Different Corner, che aveva nuovamente raggiunto la posizione Numero Uno nel Regno Unito. Il cantante continuò la sua carriera da solista, con un'esposizione molto limitata, raggiungendo comunque un enorme successo, a volte controverso, ma ricco di premi e riconoscimenti, in particolar modo i due Grammy vinti con l'album Faith, che ottenne in America dei riconoscimenti solitamente dedicati ad artisti black.

## Videoclip
Il videoclip (che utilizza la versione più corta del singolo), combina scene di George Michael che canta la canzone in un teatro di posa, tenendosi a delle corde delle attrezzature di scena che scendono dal soffitto, con il progredire di una storia d'amore interpretata da George stesso che, alla fine del secondo ritornello, viene "scoperto" in compagnia della propria amante (interpretata dalla modella Madeline Andrews-Hodge) dalla donna tradita (Lisa Stahl), che scapperà via con un idrovolante. Inutile sarà il tentativo di fermarla. Il video termina con la ragazza che si toglierà via l'anello di fidanzamento, e George, nell'ultima scena, è affacciato al balcone dell'ultimo piano di un appartamento delle Grove Towers, nel quartiere residenziale Coconut Grove di Miami (Florida), che ammira il tramonto.
Una prima versione del video prevedeva un look con capelli scuri e un taglio diverso. Tuttavia, le scene del bacio con l'amante andarono perse per errore e dovettero essere girate nuovamente. Nel discuterne i dettagli con la sorella, George si rese conto che il look con il colore scuro non gli piaceva e decise di adottarne uno nuovo con una tonalità più chiara. Da qui, nacque l'esigenza di filmare nuovamente tutte le scene in cui il colore scuro era più evidente, cosa che fu realizzata a Londra e unita agli esterni ripresi a Miami, salvando gli interni in cui la differenza non era apprezzabile. Nel nuovo edit, fu eliminata la scena in cui compariva Andrew Ridgeley nei panni di un portalettere.

## Tracce
7" single
1. Careless Whisper – 5:04
2. Careless Whisper (instrumental) – 5:02

12" maxi
1. Careless Whisper (album version) – 6:30
2. Careless Whisper (special version) – 5:34
3. Careless Whisper (instrumental) – 4:52

## Classifiche

### Classifiche settimanali
| Classifica (1984-2021)           | Posizione massima |
| -------------------------------- | ----------------- |
| Australia                        | 1                 |
| Austria                          | 2                 |
| Belgio (Fiandre)                 | 2                 |
| Canada                           | 1                 |
| Finlandia                        | 2                 |
| Francia                          | 3                 |
| Germania                         | 3                 |
| Giappone                         | 1                 |
| Irlanda                          | 1                 |
| Italia                           | 1                 |
| Norvegia                         | 2                 |
| Nuova Zelanda                    | 3                 |
| Paesi Bassi                      | 1                 |
| Perù                             | 190               |
| Polonia                          | 1                 |
| Regno Unito                      | 1                 |
| Spagna                           | 11                |
| Stati Uniti                      | 1                 |
| Stati Uniti (adult contemporary) | 1                 |
| Stati Uniti (dance/electronic)   | 3                 |
| Stati Uniti (R&B)                | 8                 |
| Sudafrica                        | 1                 |
| Svezia                           | 2                 |
| Svizzera                         | 1                 |

### Classifiche di fine anno
| Classifica (1984) | Posizione |
| ----------------- | --------- |
| Australia         | 4         |
| Belgio (Fiandre)  | 5         |
| Italia            | 2         |
| Paesi Bassi       | 2         |
| Regno Unito       | 5         |
| Svizzera          | 9         |
| Classifica (1985) | Posizione |
| Canada            | 2         |
| Polonia           | 1         |
| Stati Uniti       | 1         |
| Sudafrica         | 3         |

### Classifiche di fine decennio
| Classifica (1980–1989) | Posizione |
| ---------------------- | --------- |
| Regno Unito            | 8         |